# Theuma walteri
Espèce
Synonymes
- Scylax walteri Simon, 1889

Theuma walteri est une espèce d'araignées aranéomorphes de la famille des Prodidomidae.

## Distribution
Cette espèce se rencontre en Afrique australe,.

## Description
Le mâle holotype mesure 7,2 mm.

## Systématique et taxinomie
Cette espèce a été décrite sous le protonyme Scylax walteri par Simon en 1889. Le nom Scylax Simon, 1889 étant préoccupé par Scylax Distant, 1887 dans les hémiptères, il est renommé Theuma par Simon en 1893.

## Étymologie
Cette espèce est nommée en l'honneur d'A. Walter.

## Publication originale
- Simon, 1889 : « Arachnidae transcaspicae ab ill. Dr. G. Radde, Dr. A. Walter et A. Conchin inventae (annis 1886-1887). » Verhandlungen der kaiserlich-königlichen zoologisch-botanischen Gesellschaft in Wien, vol. 39, p. 373-386 (texte intégral).